# Deza
Deza est une commune d’Espagne, dans la province de Soria, communauté autonome de Castille-et-León.